# FloraBase
FloraBase és una web d'accés públic de la base de dades de la flora d'Austràlia Occidental. Proporciona informació científica autoritzada sobre 12.978 tàxons, incloent descripcions, mapes, imatges, estat de conservació i detalls de nomenclatura. També es registren 1.272 taxons exòtics (males herbes naturalitzades).
El sistema pren les dades d'una sèrie de conjunts, incloent el cens de les plantes d'Austràlia Occidental i de la base de dades de l'Herbari d'Austràlia que mostra prop de 650.000 col·leccions de plantes. Es va establir al novembre del 1998 per Alex Chapman, un científic de recerca i botànic de l'Herbari.